# Dilleritomus modestus
Dilleritomus modestus är en stekelart som beskrevs av Gokhman 1993. Dilleritomus modestus ingår i släktet Dilleritomus och familjen brokparasitsteklar. Inga underarter finns listade i Catalogue of Life.